# Maugli: A dzsungel legendája
A Maugli: A dzsungel legendája (eredeti cím: Mowgli: Legend of the Jungle) 2018-ban bemutatott brit-amerikai kaland-dráma, melynek rendezője Andy Serkis, forgatókönyvírója Callie Kloves. A film Rudyard Kipling All the Mowgli Stories című története alapján készült. A főszerepben Rohan Chand, Matthew Rhys és Freida Pinto látható, valamint a szinkront és a motion capture-t Christian Bale, Cate Blanchett, Benedict Cumberbatch, Naomie Harris és Serkis alakította.
A Warner Bros. Pictures új Dzsungel könyve filmjéről szóló tárgyalások 2012-ben kezdődtek, és több rendezőt, köztük Steve Kloves-t, Ron Howard-ot és Alejandro González Iñárritut is megkeresték, mielőtt 2014 márciusában Serkist megerősítették volna. A szereplők nagy része még augusztusban aláírta a szerződést, a forgatás 2015 márciusában kezdődött. A forgatásra Dél-Afrikában és az angliai Warner Bros. Studios-ban (Leavesden) került sor.
A filmet eredetileg 2016 októberére tervezte a Warner Bros. Pictures, de számos alkalommal elhalasztották, hogy dolgozzanak a vizuális effekteken, és hogy helyet teremtsenek maguk és a Walt Disney Pictures saját A dzsungel könyve adaptációjának 2016 áprilisi megjelenése között. 2018 júliusában a Warner Bros. Pictures eladta a film jogait a Netflixnek. A projektet 2018. november 29-én mutatták be kiválasztott számú moziban, majd 2018. december 7-én a Netflixen digitálisan is megjelent. Általánosságban vegyes értékeléseket kapott a kritikusoktól, akik dicsérték a szereplőket, a vizuális effekteket és Serkis rendezését, de sokan kedvezőtlenül összehasonlították a Disney-filmmel, kritizálták az egyenetlen hangszíneket, és egyesek "rendezetlen - bár nagyratörően - félresikerültnek" nevezték.

## Cselekmény
A gyarmati India dzsungelében az óriási indiai piton látnok Ká végignézi, ahogy Sír Kán, egy alattomos bengáli tigris megszegi a „dzsungel törvényét”, és megöl egy embercsaládot. Bagira, egy fekete párduc megtalálja a túlélő kisfiút, és elviszi Nisha és Vihaan indiai farkas családjához. Tabaki, Sír Kán hiéna lakája észreveszi a fiút. Az „emberkölyköt” a farkasok tanácsa elé viszik, ahol Bagira megvásárolja a fiú életét egy gyilkossággal, és ráveszi Balut, a himalájai barnamedvét, hogy legyen a társa. Sír Kán megérkezik, hogy megölje a gyermeket, de Akela, a farkasfalka vezetője kijelenti, hogy a fiú a falka védelme alatt áll. Sír Kán figyelmezteti, hogy amikor Akela elhibázza a zsákmányt, a tigris visszatér, hogy megölje a fiút.
A Maugli néven ismert gyermeket Nisha örökbe fogadja, és a farkasok között nevelkedik. Évek telnek el, és Maugli találkozik Sír Kánnal, aki a közeli „emberfalu” ellenségévé vált azzal, hogy megölte a marháikat. Maugli beleesik a falu által felállított tigriscsapdába, de egy indiai elefánt megmenti, akinek hiányzik a fél agyara.
Bagira felfedi Mauglinak, hogy ő ember, de Maugli elhatározza, hogy teljesíti a „Farkasfutást”, egy próbát, amellyel ki lehet érdemelni a teljes jogú tagságot a falkában. Bagira arra ösztönzi Mauglit, hogy hagyja el a dzsungelt és menjen a faluba, ahol biztonságban lesz Sírkántól; a falut messziről figyelve Maugli megtudja, hogy létezik tűz.
A futás során, miközben Bagira üldözi a fiatal farkasokat, Maugli a mászás és a felegyenesedett futás képességét használja ki, hogy előnyre tegyen szert. Bagira mivel próbálja megóvni őt Sír Kántól, ezért a verseny közben igyekszik akadályozni Mauglit, emiatt szembekerül Baluval.
Maugli dühösen visszautasítja Bhoot, a kis farkaskölyök barátságát. A Bandar-log majom törzs elrabolja Mauglit, és Sír Kán elé viszi. Mielőtt a tigris megölhetné a fiút, Balu és Bagira megérkezik, de a majmok legyőzik őket. Mauglit Ká menti meg, aki elijeszti a majmokat.
Miután Balu meggyógyítja, Maugli szembesíti őt a rejtekhelyén azzal, hogy miért mentette meg. Ahogy körbecsúszik körülötte, Ká elmagyarázza, hogy szerinte Maugli képes helyreállítani a harmóniát a dzsungelben.
Vadászat közben az öregedő Akela nem tudja elejteni a zsákmányát, ami arra készteti Sír Kánt, hogy emlékeztesse a falkát, hogy ki kell hívniuk Akelát a vezér szerepéért. Miközben a farkasok harcolnak, Maugli tüzet lop a faluból, és azzal visszaveri Sír Kánt és a kihívókat, de szégyent hoz Akela szemében, ezért száműzik.
Az elvadult Mauglit elfogják a falusiak és John Lockwood, egy brit gyarmati vadász. Bagira titokban meglátogatja Mauglit, és elmondja neki, hogy a falusiakkal kell maradnia, és elnyernie a bizalmukat, ahogy ő maga is tette, hogy megszökjön a fogságból, amikor fiatal volt.
Maugli lassan kezdi élvezni az életet a faluban. A kedves Messua gondoskodik róla, és megtanulja a vadászati készségeket Lockwoodtól, aki Sír Kán nyomába ered.
Maugli farkas testvére, Szürke Testvér tájékoztatja őt, hogy Sír Kán elűzte az Akelához hű farkasokat, és továbbra is marhákat gyilkol, ami a falu haragjával fenyegeti a dzsungel összes állatát, de Maugli nem hajlandó segíteni.
Miközben a falu a Holi-t ünnepli, Maugli megtudja, hogy Lockwood volt az, aki ellőtte az elefánt agyarát, és felfedezi a vadásztrófeáit, köztük Bhoot fejét. Lockwood megölésére készülve Maugli ehelyett visszaadja az agyarat az elefántnak, és felajánlja neki a vadászt, cserébe azért, ha ő megszabadítja a dzsungelt Sír Kántól.
Maugli találkozik Baluval, Bagirával és a farkasfalkával, akik nem hajlandók a dzsungel törvényei ellen tenni, hogy legyőzzék Sír Kánt. Maugli elcsalja Sír Kánt a falu szélére, ahol a tigrist egy elefántcsorda veszi körül. A csata hangjaitól riadtan Maugli családja és barátai, szégyenkezve azért, ahogyan vele bántak, a segítségére sietnek.
Lockwood rálő Sír Kánra, de helyette Mauglit sebesíti meg, és Akela feláldozza magát, hogy megmentse Mauglit, míg Lockwoodot Hathi megöli, mielőtt még nagyobb kárt okozhatna. Akela a halála előtt Mauglit nevezi meg utódjának. Messua és a falu figyelme mellett Maugli visszatér a dzsungelbe, és megöli a halálosan megsebesült Sír Kánt.
Ká elmagyarázza, hogy miután Sír Kán és Lockwood eltűnt, Maugli nagykövete lett az állatoknak, és békét hozott a dzsungelbe.

## Szereplők
- Rohan Chand / Maugli,  bátor és kedves elvadult gyermek, akit farkasok nevelnek fel.
- Matthew Rhys – John Lockwood, aki trófeákra, különösen Sir Kánra vadászik.
- Freida Pinto – Messua, önzetlen nő, aki befogadja Mauglit.

### Szinkronhangok ésmotion capture
- Christian Bale – Bagira, bölcs fekete párduc, Maugli védelmezője, egyik tanítója, aki emberi felügyelet alatt született.
- Andy Serkis – Balú, határozott, de igazságos himalájai barnamedve, Maugli egyik tanítója.
- Benedict Cumberbatch – Sír Kán, szadista és barbár bengáli tigris, rokkant mellső lábbal, Maugli fő ellensége, aki megölte a fiú szüleit.
- Cate Blanchett – Ká, hatalmas indiai piton, aki a dzsungel látnoka, Maugli egyik mentora, potenciális csodálója és a film narrátora.
- Tom Hollander – Tabaki, őrült csíkos hiéna, Sír Kán követője.
- Peter Mullan – Akela, idős indiai farkas, aki a falkája főnöke és vezetője.
- Naomie Harris – Nisha, indiai farkas, Maugli fogadott anyja.
- Eddie Marsan – Vihaan, indiai farkas, Maugli fogadott apja.
- Jack Reynor – Szürke barát, indiai farkas, aki Maugli fogadott testvérei közül a legidősebb és leghűségesebb.
- Louis Ashbourne Serkis – Bhoot, albínó indiai farkaskölyök Akela falkájából, Maugli barátja.

## Filmkészítés
A filmhez számos író, rendező és producer csatlakozott a fejlesztés során. 2012 áprilisában a Warner Bros. Pictures bejelentette, hogy Steve Kloves íróval, rendezővel és producerrel tárgyaltak a filmről. 2013 decemberében jelentették, hogy Kloves lesz a film producere, és Alejandro González Iñárritu tárgyalásokat folytat a rendezésről, Kloves lánya, Callie forgatókönyve alapján. 2014 januárjában azonban Iñárritu a Birdman avagy (A mellőzés meglepő ereje) és A visszatérő című filmekkel való ütközései miatt otthagyta a projektet. 2014 februárjában jelentették, hogy Ron Howard tárgyalásokat folytat a rendezésről, és a filmet Brian Grazerrel közösen fogja gyártani az Imagine Entertainment cégen keresztül. A következő hónapban bejelentették, hogy Andy Serkis fogja rendezni és készíteni a filmet a The Imaginarium munkatársával, Jonathan Cavendish-sel, és Serkis fogja alakítani Balú szerepét is. A produkciós tervező Gary Freeman, vágó Mark Sanger és a jelmeztervező Alexandra Byrne.
2014 augusztusában Benedict Cumberbatch csatlakozott a filmhez, hogy megszólaltassa a gonosztevő Sír Kán hangját. Christian Bale, Cate Blanchett, Naomie Harris, Tom Hollander, Eddie Marsan, Peter Mullan és Rohan Chand szereplését a következő napban jelentették be. Jack Reynor 2015 márciusában csatlakozott a szereplőgárdához Maugli testvérének, Farkasbarát szerepében. 2015 áprilisában jelentették be, hogy Matthew Rhys tárgyalásokat folytat John Lockwood emberi szerepének eljátszásáról. 2015 májusában jelentették, hogy Freida Pinto egy meg nem határozott élőszereplős szerepet fog játszani Rhys és Chand mellett, később bebizonyosodott, hogy ő Maugli örökbefogadó anyja.
A forgatás 2015. március 9-én kezdődött. A felvételeket Dél-Afrikában és a Warner Bros. Studios-ban, (Leavesden, Anglia) forgatták.

## Megjelenés
Eredetileg a Jungle Book: Origins címet viselő filmet 2016 októberére tervezte megjeleníteni a Warner Bros. 2014 decemberében a Warner Bros. 2017 októberére csúszatta a dátumot, így több idő állt rendelkezésre a vizuális effektek további kidolgozására. 2016 áprilisában, közvetlenül a Disney A dzsungel könyve széles körű bemutatója előtt a film megjelenési dátumát 2018. október 19-re tették át. 2017 októberében Andy Serkis elárulta, hogy a film munkacíme Mowgli: Tales from the Jungle Book. Decemberben a hivatalos címet Mowgli-ra változtatták. Serkis kijelentette, hogy a film "sötétebb" és "komolyabb" hangvételű lesz, mint a korábbi Dzsungel könyve adaptációk, így közelebb áll majd Kipling eredeti műveihez. 2018 márciusában Serkis azt mondta, hogy az első forgatási képek "nagyon hamar" fognak megjelenni. Az első előzetest és a kulisszák mögötti jeleneteket 2018. május 21-én mutatták be.

2018 júliusában bejelentették, hogy a Netflix megvásárolta a film globális forgalmazási jogait a Warner Bros-tól, és 2019-es bemutatási dátumot tűztek ki, beleértve a 3D-s mozis megjelenést is. A bejelentés idején a Deadline Hollywood' úgy jellemezte a filmet, mint "túldíszített és eltúlzott költségvetésű", majd elmondta, hogy így a Warner Bros. elkerülhette a Pán bevételi bukását", és több millió dollárt spóroltak meg, mivel nem kellett reklámozniuk a filmet. A forgatásról nyilatkozva Serkis kijelentette: 
|  | „„Nagyon izgatott vagyok a Netflixes Maugli miatt. Elkerüljük a másik filmmel való összehasonlítást, és megkönnyebbülés, hogy nincs rajtunk nyomás. Láttam a 3D-s változatot, és kivételesen más látvány, mint a 2D-s változat, igazán bőséges és nagy intenzitású, és lesz hozzá valamilyen mozis változat is. Ami engem a legjobban izgat, az a Netflix előremutató gondolkodása a bemutatás módját illetően, és a film üzenete. Megértették, hogy ez egy sötétebb történet. Tényleg nem kisgyerekeknek szól, bár szerintem 10 éves kor felett is meg lehet nézni. Mindig is PG-13-asnak szánták, és ez lehetővé tette, hogy mélyebbre menjünk, sötétebb témákkal, hogy pillanatokig ijesztő és félelmetes legyen. Az állatok közötti erőszak nem indokolatlan, mindenképpen ott van. Ez az út lehetővé teszi számunkra, hogy kompromisszumok nélkül hozzuk ki a filmből a legjobbat.”” |
|  | |

2018. november 7-én a Netflix új előzetest adott ki a filmhez, bejelentve a film új címváltozatát: Mowgli: Legend of the Jungle, valamint a 2018. november 29-i korlátozott számú mozibemutatót és az azt követő 2018. december 7-i streaming megjelenést. A film világpremierje 2018. november 25-én volt Mumbaiban, ez volt az első alkalom, hogy egy hollywoodi filmet Indiában mutattak be.

## Fordítás
- Ez a szócikk részben vagy egészben  a   Mowgli: Legend of the Jungle című angol Wikipédia-szócikk fordításán alapul.  Az eredeti cikk szerkesztőit annak laptörténete sorolja fel. Ez a jelzés csupán a megfogalmazás eredetét és a szerzői jogokat jelzi, nem szolgál a cikkben szereplő információk forrásmegjelöléseként.